# 葛利斯649b
葛利斯649b（Gliese 649 b，發音： /ˈɡliːzə/；或 Gl 649 b）是一個環繞視星等10等紅矮星葛利斯649的系外行星，距離地球約10秒差距。該行星質量為木星的32.8%，距離母恆星1.135天文單位。